# Prince Youngsun
Le prince Youngsun (en coréen : 영선군 ; hanja : 永宣君 ; 1870 - 22 mars 1917) était le petit-fils du Daewongun et le neveu du roi Kojong de la dynastie Joseon de Corée. Son vrai nom était Yi Jun-yong (이준용, 李埈鎔). 
Yi Junyong est né le 25e jour du 6e mois lunaire de 1870 à Séoul. C'était un rival de Kojong et de la reine Myeongsang. Dans l'histoire de la Corée, il est habituellement appelé le prince Yeongsun. Tout comme le Daewangun, il est réputé avoir été en liaison avec l'ambassadeur du Japon Miura Goro et avoir commandé l'assassinat de la reine Myeongsang. Il a été en relation avec Hong de Namyang et Kim Kwang-san. Ses concubines étaient Lee Ok-kyung et Jeon Soon-hyuk.